# Ямпіль (Звенигородський район)
Я́мпіль (МФА: [ˈjɐmpʲiʎ] ( прослухати)) — село в Україні, в Катеринопільській селищній громаді Звенигородського району Черкаської області. Населення становить 341 осіб.
05.02.1965 Указом Президії Верховної Ради Української РСР передано сільради: Бродецьку, Пальчиківську, Петраківську та Ямпільську Тальнівського району до складу Звенигородського району.

## Уродженці
- Килимник Олег Володимирович (1913-2001) — український критик та літературознавець, доктор філологічних наук, член Спілки письменників України.